# Amphimetra spectabilis
Amphimetra spectabilis is een haarster uit de familie Himerometridae.
De wetenschappelijke naam van de soort werd in 1918 gepubliceerd door Austin Hobart Clark.